# Sambuci
Sambuci település Olaszországban, Lazio régióban, Róma megyében. Lakosainak száma 829 fő (2023. január 1.). Sambuci Cerreto Laziale, Saracinesco, Vicovaro, Ciciliano és Castel Madama községekkel határos.

## Népesség
A település lakossága az elmúlt években az alábbi módon változott:
| Lakosok száma | 907  | 901  | 829  |
|               | 2017 | 2018 | 2023 |